# Amblyornis flavifrons
Amblyornis flavifrons е вид птица от семейство Ptilonorhynchidae.

## Разпространение
Видът е разпространен в Индонезия.